# クリスチャン・ヘルツ
クリスチャン・ヘルツ（Christián Herc, 1998年9月30日 - ）は、スロバキア・レヴィツェ出身のサッカー選手。FC DAC 1904ドゥナイスカー・ストレダ所属。スロバキア代表。ポジションはミッドフィールダー。

## 経歴
ウルヴァーハンプトン・ワンダラーズFCの下部組織出身で、2017年にトップチームに昇格するも出場機会はなかった。
母国スロバキアのクラブを経て、2019年6月5日にFCヴィクトリア・プルゼニに期限付き移籍した。移籍予定のパトリック・フロショフスキーの後釜と期待されていたが、当のフロショフスキーのKRCヘンクへの移籍が破談となりチームに残留したことで、フロショフスキーとポジションを争う形となった。結果、同シーズンはリーグ戦1試合の出場にとどまった。
2020年8月25日、MFK OKDカルヴィナーに期限付き移籍した。
2021年8月、スイス・スーパーリーグのグラスホッパー・クラブ・チューリッヒと2年契約を結んだ。
2023年7月25日、FC DAC 1904ドゥナイスカー・ストレダに復帰した。

### 代表歴
2021年9月28日、ロシア代表と対戦するスロバキア代表に召集された。